# 謝利格爾站
謝利格爾站（羅馬化：Seligerskaya）是莫斯科地鐵柳布林諾－德米特羅夫線的一個車站，開通於2018年3月22日。